# Liste der Kulturgüter in Allmendingen bei Bern
Die Liste der Kulturgüter in Allmendingen bei Bern enthält alle Objekte in der Gemeinde Allmendingen bei Bern im Kanton Bern, die gemäss der Haager Konvention zum Schutz von Kulturgut bei bewaffneten Konflikten, dem Bundesgesetz vom 20. Juni 2014 über den Schutz der Kulturgüter bei bewaffneten Konflikten sowie der Verordnung vom 29. Oktober 2014 über den Schutz der Kulturgüter bei bewaffneten Konflikten unter Schutz stehen.
Objekte der Kategorien A und B sind vollständig in der Liste enthalten, Objekte der Kategorie C fehlen zurzeit (Stand: 14. Januar 2024). Unter übrige Baudenkmäler sind geschützte Objekte zu finden, die im Bauinventar des Kantons Bern als «schützenswert» verzeichnet sind.

## Kulturgüter
| Foto |                                                                            | Objekt                                          | Kat. | Typ | Standort                        | Beschreibung |
| ---- | -------------------------------------------------------------------------- | ----------------------------------------------- | ---- | --- | ------------------------------- | --- |
| ja   | Datei hochladen · Wikidata zu Herrenbauernhaus Alter Sandacker (Q19362464) | Herrenbauernhaus Alter Sandacker KGS-Nr.: 00591 | A    | G   | Sandackerweg 12 606702 / 196064 | Um 1790 erbautes herrschaftliches Bauernhaus. Spätbarocker, breit wirkender, massiver Wohnteil mit riesigem Mansardwalmdach und Lukarnen in zwei Reihen. Hoch aufragender Ökonomieteil an der Nordseite. |
| ja   | Datei hochladen · Wikidata zu Villa (Q19362465)                            | Villa KGS-Nr.: 11714                            | A    | G   | Bergliweg 11 605944 / 195651    | 1934/35 von Otto Voepel im Stil des Neuen Bauens errichtete Villa, auch als Villa Caldwell bekannt, die trotz des modernen Ausdrucks noch unter dem Einfluss der von Adolf Loos propagierten Reformarchitektur der Jahrhundertwende steht. Die Raumdisposition ihre hat Wurzeln im grossbürgerlichen deutschen Landhaus. Dementsprechend nimmt die Villa in der Schweizer Architektur eine singuläre Stellung ein. Von 1982 bis 2004 war sie der Wohnort der Familie von Sergius Golowin. |
| ja   | Datei hochladen · Wikidata zu Schloss Allmendingen (Q1534694)              | Schloss Allmendingen KGS-Nr.: 00593             | B    | G   | Thunstrasse 11 606375 / 196170  | Im Jahr 1607 erbautes Schloss mit flankierenden Bauten aus der Zeit um 1740, im 18. Jahrhundert barockisiert. Massiver Bau mit geknicktem Halbwalmdach, an der Nordseite achteckiger Treppenturm unter spitzem Dachhelm. |

## Übrige Baudenkmäler
Hinweis: Anstelle der KGS-Nummer wird als Objekt-Identifikator (ID) die Grundstücksnummer verwendet.
| ID   | Foto |                                                                | Objekt                                                | Typ | Standort                               | Beschreibung |
| ---- | ---- | -------------------------------------------------------------- | ----------------------------------------------------- | --- | -------------------------------------- | ------------ |
| 270  | ja   | Datei hochladen · Wikidata zu Speicher (Q113605500)            | Speicher (1. Hälfte 19. Jh.)                          | G   | Vordermärchligenweg 32 605344 / 196342 |              |
| 270  | BW   | Datei hochladen                                                | Scheune (Ende 18. Jh. / Anfang 19. Jh.)               | G   | Vordermärchligenweg 33 605346 / 196299 |              |
| 270  | ja   | Datei hochladen · Wikidata zu Bauernhaus (Q113607798)          | Bauernhaus (1758)                                     | G   | Vordermärchligenweg 34 605292 / 196279 |              |
| 330  | BW   | Datei hochladen                                                | Kleinbauernhaus (um 1648)                             | G   | Weiherweg 10 606457 / 195900           |              |
| 345  | BW   | Datei hochladen                                                | Schlossscheune (um 1750)                              | G   | Gümligenweg 15 606364 / 196209         |              |
| 345  | BW   | Datei hochladen                                                | Kleine Orangerie (um 1820)                            | G   | Gümligenweg 17 606387 / 196240         |              |
| 354  | ja   | Datei hochladen                                                | Gasthof Hirschen (1759/60)                            | G   | Thunstrasse 10 606213 / 196114         |              |
| 573  | ja   | Datei hochladen                                                | Bauernhaus (2. Hälfte 18. Jh.)                        | G   | Thunstrasse 24 606344 / 196019         |              |
| 573  | ja   | Datei hochladen                                                | Stöckli (Ende 18. Jh.)                                | G   | Thunstrasse 26 606382 / 195972         |              |
| 733  | ja   | Datei hochladen                                                | Stöckli (1778)                                        | G   | Thunstrasse 37 606567 / 195969         |              |
| 733  | BW   | Datei hochladen                                                | Speicher (1736)                                       | G   | Thunstrasse 39b 606591 / 195977        |              |
| 947  | BW   | Datei hochladen                                                | Garage zu Villa (1934/35)                             | G   | Bergliweg 11a 605970 / 195653          |              |
| 1523 | BW   | Datei hochladen                                                | Bauernhaus (1752)                                     | G   | Vordermärchligenweg 15 605544 / 196305 |              |
| 1523 | BW   | Datei hochladen                                                | Landsitz (1846)                                       | G   | Vordermärchligenweg 17 605569 / 196252 |              |
| 1711 | ja   | Datei hochladen · Wikidata zu Campagne Märchligen (Q104326941) | Landsitz Märchligen (1720–30)                         | G   | Vordermärchligenweg 35 605277 / 196340 |              |
| 1711 | BW   | Datei hochladen                                                | Dependance (wohl Ende 18. Jh.)                        | G   | Vordermärchligenweg 36 605277 / 196370 |              |
| 1711 | BW   | Datei hochladen                                                | Belvedere/Orangerie (1899)                            | G   | Vordermärchligenweg 37 605246 / 196263 |              |
| 1835 | ja   | Datei hochladen                                                | Bänis-Stock (1778)                                    | G   | Thunstrasse 53 606713 / 195793         |              |
| 1907 | ja   | Datei hochladen                                                | Gemeindeverwaltung / ehemalige Hirschenscheune (1760) | G   | Thunstrasse 9 606218 / 196132          |              |